# Spam (marque agroalimentaire)
Pour les articles homonymes, voir Spam (homonymie).
Spam (stylisé en majuscules) est la marque commerciale d'une transformation agroalimentaire précuite, à base de viande et de graisse conservée en boîte. Facile à démouler et à trancher, elle peut être consommée telle quelle froide, réchauffée ou cuisinée. Le produit est mis en boîte par la compagnie américaine Hormel.

## Historique
En 1926, Hormel Inc. commercialise le Hormel Flavor-Sealed Ham, le premier jambon en boîte au monde,. Onze ans plus tard, en 1937, Jay C. Hormel invente la première viande en boîte ne nécessitant aucune réfrigération, le Hormel Spiced Ham, une préparation faite d'épaule de porc et de jambon hachés.
Le nom « SPAM » sera sélectionné en juillet 1937, lors d'un concours. Le mot se compose des termes « spiced ham » (« jambon épicé » en anglais). Le produit sera présenté comme « la viande miracle », toujours disponible et facile à utiliser.
C'est pendant la Seconde Guerre mondiale qu'il deviendra réellement populaire, non seulement parce qu'il est facile à transporter et à entreposer, mais aussi parce que le porc n'est pas rationné, contrairement au bœuf. C'est ainsi, à travers l'armée américaine, que le produit sera introduit et parfois intégré dans diverses régions du monde.
Aujourd'hui la marque fabrique plusieurs versions de Spam, dont un à base de viande de dinde. En 2007, la sept milliardième boîte de Spam est vendue.

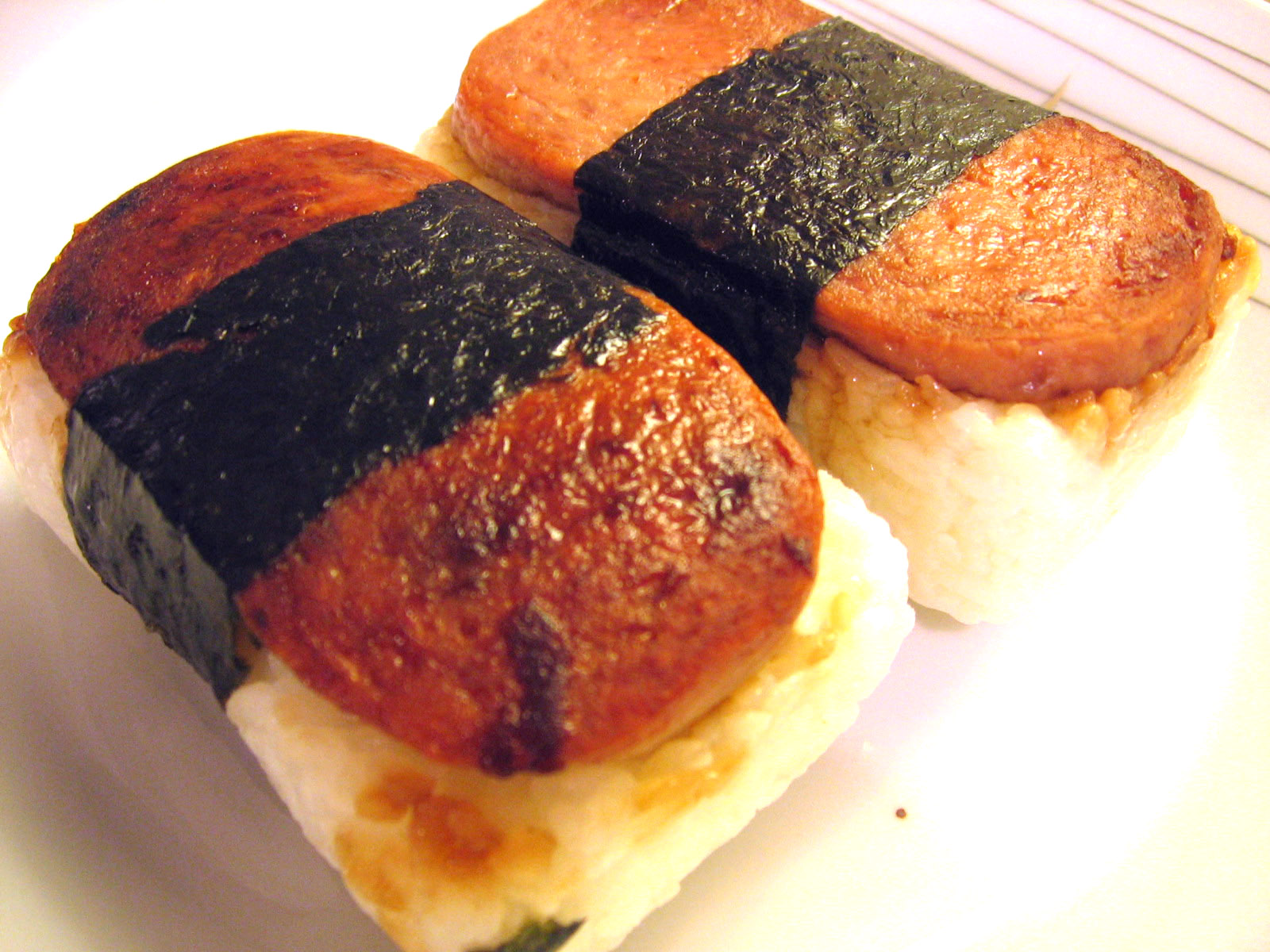
Spam musubi

## Consommation
L'Angleterre, la Chine, les Philippines, la Corée du Sud, l'île d'Okinawa (Japon) et surtout quelques îles du pacifique consomment régulièrement le Spam. Selon les statistiques, les plus grands mangeurs sont les habitants de Hawaï, Guam et des Îles Mariannes du Nord  à tel point que certaines chaînes de fast food les ont inclus dans leurs menus.
À Hawaï, il compose un des plats les plus populaires : le « Spam musubi », un sushi de Spam sauté enroulé d'une feuille de nori. Le mot « Spam » y est d'ailleurs plutôt considéré comme un nom et non une marque.

## Valeur nutritive
Classé E selon le Nutri-score, le Spam a une faible qualité nutritionnelle à cause de sa forte teneur en graisse et en sel.
La préparation a une consistance similaire au jambonneau et il contient selon ses allégations plus de 89% de viande de porc et 2% de jambon.
Mais alors que 100 g de jambon contiennent environ 21 g de protéines et 6 g à 7 g de matières grasses, le Spam contient 15 g de protéines et 24 g de matières grasses.
Bien que le SPAM soit une conserve, il contient du nitrite de sodium, avec l'allégation de conservateur, alors que le rôle de cet additif controversé est de donner une teinte rose au produit, au lieu de la couleur brune des  pâtés traditionnels.

## Culture populaire
Le Spam est omniprésent dans un sketch des Monty Python, où chaque plat que propose un restaurant contient du Spam. Ce gag a largement contribué à vulgariser ce mot vers d'autres sens, notamment pour parler de courriers électroniques indésirables.
Vers le milieu du film Deadpool & Wolverine, sorti en 2024, les protagonistes se restaurent avec deux boîtes de Spam Classic.
Il existe un festival en l'honneur du Spam, le Spamarama, à Austin, Texas.

## voir aussi